# Мариън (окръг, Арканзас)
Окръг Мариън (на английски: Marion County) е окръг в щата Арканзас, Съединени американски щати. Площта му е 1658 km², а населението – 16 653 души (по данни от 2010 г.). Административен център е град Йелвил. Окръг Мариън е 35-и окръг в Арканзас и е формиран на 25 септември 1836 г. Носи името на генерал Франсис Мариън, известен още като „Блатната лисица“ на Американската война за независимост. Окръга е включвал и част от настоящия окръг Сърси, Арканзас. До изборите през 2006 г. в окръга има сух режим, забраняващ продажбата на алкохолни напитки.

## География
Съгласно преброяване на населението от 2000 г. окръга разполага с 1658,5 км2, от които 1548 км2(или 93,34%) са суша и 110,5 км2(или 6,66%) са вода.

## История
Окръг Мариън е бил първоначално център на голяма цинкова индустрия. Останките от този период са известни като историческа област Ръш и са включени в националния регистър на историческите места на САЩ.

## Население
Съгласно преброяване на населението от 2000 г. населението на окръга се състои от 16 140 души, 6776 домакинства и 4871 семейства. Гъстотата на населението е 27 души на 10 км2. Броя на жилищата е 8235 със средна гъстота 14 на 5 км2. Расовата разбивка на населението показва, че то се състои от 97,52% бели, 0,12% чернокожи или афроамериканци, 0,76% индианци, 0,20% азиатци, 0,18% от други раси и 1,22%, принадлежащи към повече от 1 раса.
Що се отнася до 6776-те домакинства, 26,00% от тях имат деца на възраст по 18 години, които живеят с тях; 61,30% са женени двойки, живеещи заедно; при 7,40% глава на семейството е неженена жена; 28,10% не са семейства. 24,90% от домакинствата се състоят от 1 човек, като 12,40% са живеещи сами хора на възраст на 65 години. Средния размер на домакинство е 2.36, а на семейство – 2.79.
22,10% са на възраст под 18 години, 6,00% са между 18 и 24 години, 23,30% са между 25 и 44 години, 28,50% са между 45 и 64 години, 20,00% са на възраст над 65 години. Средната възраст е 44 години. На 100 жени се падат 97.90 мъже. На 100 жени над 18-годишна възраст се падат 94.80 мъже. Средния приход на домакинство е $26 737, а на семейство – $32 181. Средния доход за мъжете е $22 877, а за жените – $17 729. Средния доход на глава от населението е $14 588. Около 11,50% от семействата и 15,20% от населението се намират под границата на бедността.